# Внезапное стратосферное потепление

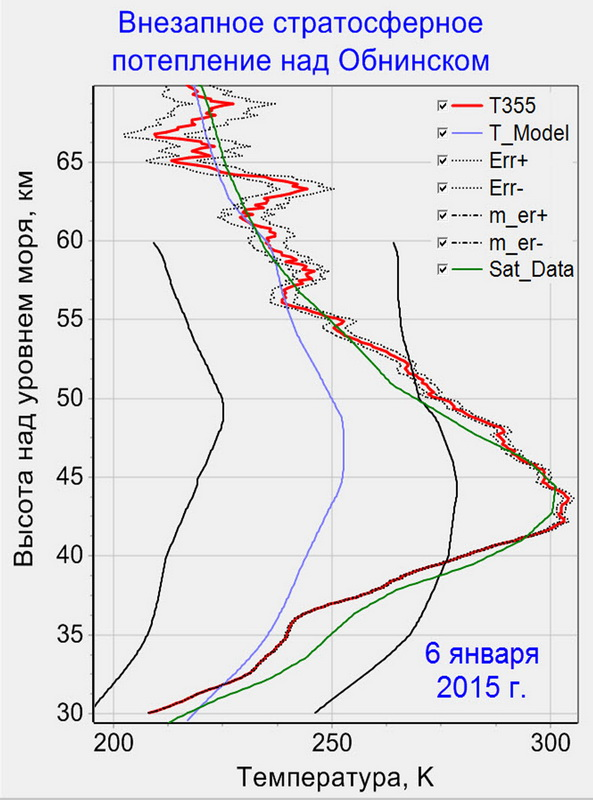
Внезапное стратосферное потепление над Обнинском 6 января 2015 г. Красная линия – температура по данным лидарного зондирования, синяя – модель, зеленая – данные спутника Aura / MLS. Черные линии - границы предельно допустимых значений на уровне 2.7 σ (квантиль 1%)

Внеза́пное стратосфе́рное потепле́ние (ВСП) - это сильное и внезапное (несколько десятков градусов в течение суток) повышение температуры в полярной и субполярной стратосфере зимой, иногда на 50° и более в течение нескольких (порядка десяти) суток. ВСП происходит на высотах от 10 до 50 км, и характеризуются большой величиной отклонения температуры от средних значений, зачастую превышающих два стандартных отклонения фоновой модели. События ВСП происходят в зимний период. Наиболее резко они выражены в полярной и приполярной зонах, но имеют заметное проявление и в средних широтах . Причиной ВСП является изменение условий распространения планетарных волн и их фокусировка в полярную зону.

## Механизм образования
Под воздействием планетарных волн, при их резком торможении  происходит смещение, ослабление или даже разрушение зимнего циркумполярного вихря, сопровождающееся повышением температуры средней атмосферы в околополярной области на время от нескольких дней до нескольких недель. Так начинается развитие ВСП. Установлена связь ВСП с синоптическими процессами тропосферы средних и высоких широт , и даже экваториальной области . Во многих случаях предвестником ВСП является блокирующий антициклон , и, наоборот, после ВСП зачастую наблюдается длительный период необычайно холодной погоды в обширных районах северного полушария.

## Этапы развития
Развитие ВСП проходит через ряд этапов. Основываясь на данных , можно выделить три этапа, или стадии развития ВСП.
1. На начальной стадии происходит усиление активности планетарных волн и их распространение вверх в полярную зону. Результатом является ослабление полярного стратосферного вихря, его смещение и/или расщепление. На этой стадии происходит потепление стратосферы и начинается ослабление зонального ветра, определяемого на высоте 10 гПа.
2. На следующей стадии потепление начинает ослабевать, но достигает максимума обращение циркуляции на уровне 10 гПа, которое захватывает широтную полосу от 60 до 90º с. ш. Максимум среднезонального ветра запаздывает относительно максимума среднезональной температуры в полосе от 60 до 90º с.ш. в среднем на 10 дней [8].
3. На последней стадии (релаксации) происходит восстановление западного ветра в полярной зоне стратосферы. Оно может происходить или достаточно быстро, или (в случае мажорного ВСП) затянуться на время более месяца. На этом этапе потепление сменяется понижением температуры относительно нормы. Область понижения температуры распространяется из мезосферы в стратосферу.

## Классификация
В зависимости от степени развития и длительности различают минорные и мажорные ВСП. Согласно классификации , одобренной ВМО, событие ВСП считается минорным, если в любой области стратосферы на период времени до одной недели произошло повышение температуры на 25 К и более. Признаком мажорного ВСП является изменение направления среднезонального ветра на 60°с.ш. и на высоте 10 гПа с западного на восточный в зимний период (с ноября по март). Дополнительным условием является положительный градиент среднезональной температуры на уровне 10 гПа в широтном поясе от 60 до 90°с.ш. События ВСП следует отличать от финального стратосферного потепления, которое наступает в весеннее время и характеризуется окончательным разрушением зимнего полярного стратосферного вихря с обращением зональной циркуляции на летний период.

## Характеристики
Характеристики ВСП для средних широт определены по данным двадцатилетних (1982-2001 г.) лидарных измерений в обсерватории Верхнего Прованса, Франция (44º N, 6º E) . Всего было проанализировано 2629 суточных температурных профилей. В среднем происходило 2.15 случаев ВСП за сезон. Все случаи ВСП в соответствии с принятой классификацией разбиты на два класса – большие (23%) и малые (77%). Высоты и величины событий ВСП составляют 38-54 км и 12-36 К для больших ВСП, 42-54 км и 11-33 К для малых ВСП.
В другом исследовании , выполненном по данным измерений на Сибирской лидарной стации (г. Томск) в течение трех зимних периодов, максимальная амплитуда увеличения температуры достигала +30% (около 70 К) во время мажорного потепления 2010 г. на высоте 37 км. Во время минорных ВСП наблюдались максимальные отклонения в диапазоне от 20% до 30% (50-70 К).